# 1966 en combiné nordique
| Années du combiné nordique : 1963 - 1964 - 1965 - 1966 - 1967 - 1968 - 1969    |
| Décennies du combiné nordique : 1930 - 1940 - 1950 - 1960 - 1970 - 1980 - 1990 |

Cette page reprend les résultats de combiné nordique de l'année 1966.

## Festival de ski d'Holmenkollen
L'épreuve de combiné de l'édition 1966 du festival de ski d'Holmenkollen a donné lieu au championnat du monde. Elle fut remportée, pour la quatrième fois consécutive, par l'Allemand de l'Ouest Georg Thoma. Il s'impose devant son compatriote Franz Keller tandis que le champion de Suisse Alois Kälin se classe troisième.

## Jeux du ski de Lahti
L'épreuve de combiné des Jeux du ski de Lahti 1966 fut remportée par un coureur norvégien, Markus Svendsen, vainqueur, l'année précédente, de l'épreuve de combiné des Jeux du ski de Suède. Il s'impose devant l'Allemand de l'Est Joachim Winterlich. Le Polonais Józef Gąsienica (pl) est troisième.

## Jeux du ski de Suède
Les Jeux du ski de Suède 1966 se déroulèrent à Örnsköldsvik et Umeå. L'épreuve de combiné fut remportée par un coureur norvégien, Mikkel Dobloug, devant l'Allemand de l'Est Günter Münzner. Le Norvégien Terje Kristoffersen est troisième.

## Championnat du monde

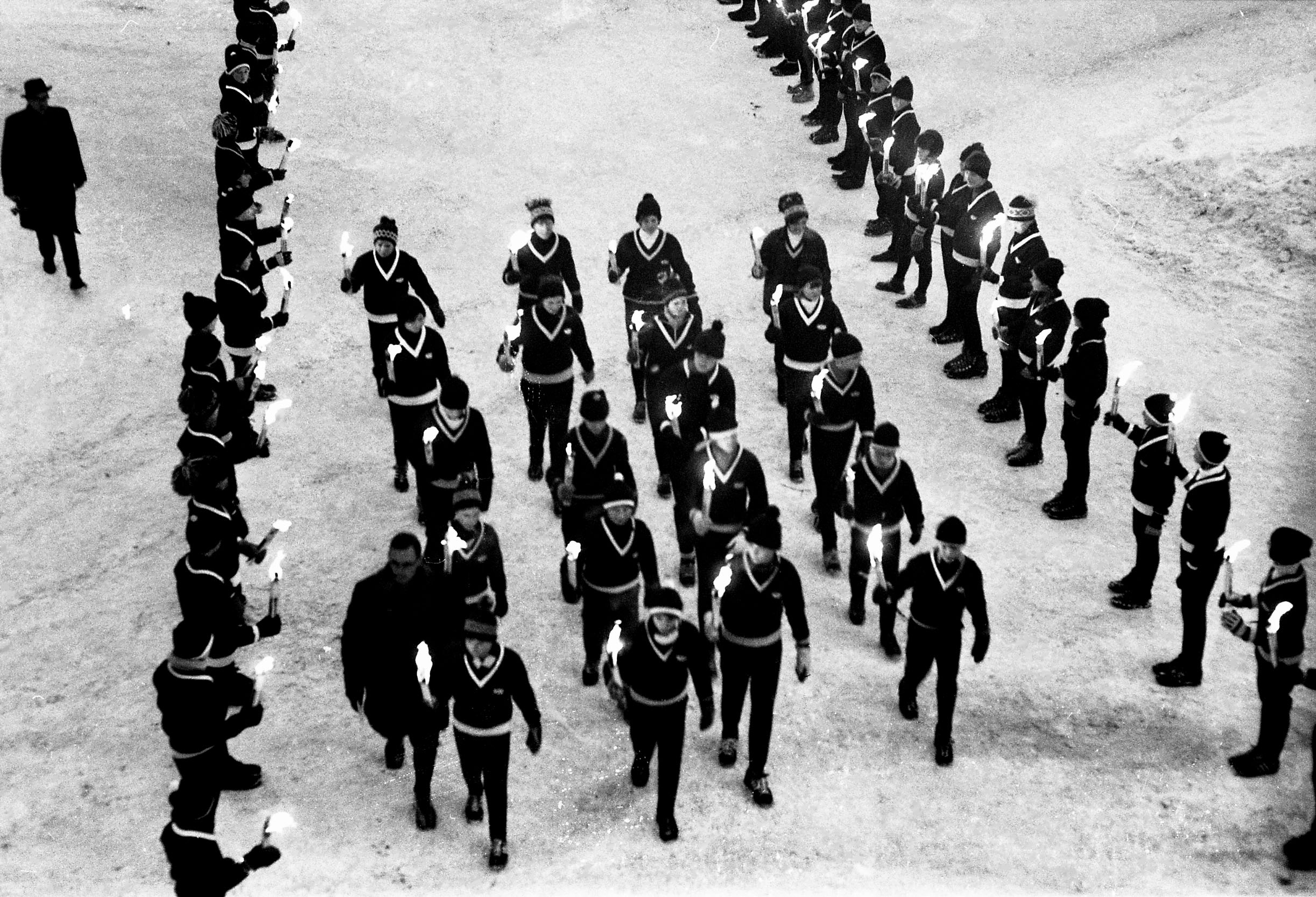
Le défilé des athlètes lors de la cérémonie d'ouverture des Championnats du monde.

Le championnat du monde eut lieu à Oslo, lors du festival de ski d'Holmenkollen. L'épreuve de combiné fut remportée par l'Allemand de l'Ouest Georg Thoma devant son compatriote Franz Keller et le Suisse Alois Kälin.

## Universiade
L'Universiade d'hiver de 1966 s'est déroulée à Sestrières, en Italie. L'épreuve de combiné fut remportée par un coureur Soviétique nommé Jimonov devant son compatriote Vjatscheslav Drjagin et le Japonais Takashi Fujisawa.

## Championnats nationaux

### Championnats d'Allemagne
L'épreuve du championnat d'Allemagne de combiné nordique 1966 fut remportée, pour la neuvième année consécutive, par Georg Thoma.
À l'Est, l'épreuve du championnat d'Allemagne de combiné nordique 1966 fut remportée par Roland Weißpflog, qui retrouvait là son titre perdu l'année précédente. Il s'impose devant le vice-champion sortant, Rainer Dietel, qui avait remporté le Championnat en 1962 et 1963. Joachim Winterlich, qui était arrivé troisième de l'épreuve l'année précédente, se classe à nouveau troisième.

### Championnat d'Estonie
Le Championnat d'Estonie 1966 s'est déroulé à Võru. Il fut remporté par le champion sortant, Tõnu Haljand. Il conserve son titre devant Hasso Jüris et Dieter Treumann, qui était arrivé deuxième l'année précédente.

### Championnat des États-Unis
Le championnat des États-Unis 1966 s'est déroulé à Brattleboro, dans le Vermont. Il a été remporté par John Bower.

### Championnat de Finlande
Le championnat de Finlande 1966 a été remporté par Aarne Ylikorva.

### Championnat de France
Les résultats du championnat de France 1966 manquent.

### Championnat d'Islande
Le championnat d'Islande 1966 fut remporté par Þórhallur Sveinsson.

### Championnat d'Italie
Le championnat d'Italie 1966 fut remporté par le champion sortant, Ezio Damolin. Il remporte l'épreuve devant Fabio Morandini, qui était troisième l'année précédente. Lino Ferrari est troisième, comme en 1961 et 1964 ; c'est le dernier podium de ce coureur en Championnat d'Italie, une compétition qu'il n'aura jamais remportée.

### Championnat de Norvège
Le championnat de Norvège 1966 se déroula à Rena, sur le tremplin éponyme, le Renabakken. Mikkel Dobloug s'imposa devant Terje Kristoffersen et Egil Nordseth.

### Championnat de Pologne
Le championnat de Pologne 1966 fut remporté par le champion sortant, Józef Gąsienica Daniel (pl), du club WKS Zakopane.

### Championnat de Suède
Le championnat de Suède 1966 a distingué Bengt Eriksson, du club IF Friska Viljor. C'était là le huitième et dernier titre de ce champion, qui avait conquis son premier titre national en... 1953 !
Le titre des clubs n'a pas été décerné.

### Championnat de Suisse
Le Championnat de Suisse 1966 a eu lieu à Andermatt.
Le champion 1966 fut Alois Kälin, devant le vice-champion 1963, Gilgian Künzi. Jürg Wolfsberger se classe troisième.